# Франсуа, Жак
Анри́ Жак Даниэ́ль Поль Франсуа́ (фр. Henri Jacques Daniel Paul François), более известный как  Жак Франсуа (фр. Jacques François); 16 мая 1920, Париж — 25 ноября 2003, Париж) — французский актёр, сыгравший харизматические роли второго плана, воплощая на экране многочисленных элегантных персонажей: предпринимателей, дипломатов и министров.
Российскому зрителю известен по ролям в фильмах «Большие манёвры», «Приключения раввина Якова», «Склока», «Игрушка», «Жандарм и инопланетяне», «Пришельцы 2: Коридоры времени».

## Биография
Жак Франсуа родился 16 мая 1920 года в Париже в семье французского адвоката и американки.
В своих заметках под названием «Напоминания» (фр. Rappels), опубликованных в 1992 году, Жак писал, что был учеником иезуитов и постоянно находился в окружении английской няни и камердинера.
В 17 лет Франсуа пошёл служить на флот. По возвращении в Париж он поступил на юридический факультет, чтобы стать адвокатом, однако вскоре оставил учёбу и начал слушать театральные лекции Рене Симона и Раймона Руло (фр. Raymond Rouleau). В итоге Жак поступил в Высшую национальную консерваторию драматического искусства (фр.  Le Conservatoire national supérieur d'art dramatique.).
В 1941 году актёр дебютировал в театре вместе с французской актрисой Эльвирой Попеско (фр.  Elvire Popesco) в спектакле «Линия горизонта» (фр.  La ligne d'horizon) по пьесе Сержа Рукса (фр. Serge Roux). Всего он сыграл более 90 разнообразных ролей по пьесам Жана Ануя, Бернара-Анри Леви, Жана-Клода Брисвиля (фр.  Jean-Claude Brisville) и Саши Гитри. Его партнёрами по сцене были Жан Кокто, Франсуаза Саган и др.
Карьера Жака Франсуа в кино началась в 1940 годах с маленьких ролей в голливудских фильмах. В картине «Парочка Баркли с Бродвея» (англ. The Barkleys of Broadway) он сыграл с прославленными Фредом Астером и Джинджер Роджерс, в «Колдуне» (англ. Sorcerer) партнёрами Жака были Рой Шайдер и Бруно Кремер.
После этого последовал период, в котором Франсуа больше посвятил себя театру. 
Однако в начале 1970 годов он вернулся в кино, в основном исполняя роли второго плана.
Жак работал с такими деятелями киноискусства, как: Рене Клер, Клод Зиди, Паскаль Тома, Жерар Ури, Луи де Фюнес, Мишель Галабрю и многими другими.
Во время Второй мировой войны служил во французской армии. Получил звание капитана.

## Фильмография
- 1942 — Власть денег / Les affaires sont les affaires; реж. Жан Древиль
- 1943 — Капитан Фракасс / Le Capitaine Fracasse; реж. Абель Ганс
- 1946 — Дело об ожерелье королевы / L’Affaire du collier de la reine; реж. Марсель Л’Эрбье
- 1948 — Большая очень простая девушка / Une grande fille toute simple; реж. Жак Мануэль (Jacques Manuel)
- 1949 — Парочка Баркли с Бродвея / The Barkleys of Broadway; реж. Чарльз Уолтерс (Charles Walters)
- 1950 — Эдуард и Каролина / Édouard et Caroline; реж. Жак Беккер
- 1953 — Отец девушки / Le Père de Mademoiselle; реж. Марсель Л’Эрбье
- 1953 — Три мушкетёра / Les Trois Mousquetaires; реж. Андре Юнебель
- 1954 — Тайны Версаля / Si Versailles m'était conté; режиссёр Саша Гитри
- 1955 — Большие манёвры / Les Grandes Manœuvres; реж. Рене Клер
- 1964 — Замок в Швеции / Château en Suède (TV); реж. Андре Барсак
- 1971 — В театре вечером / Au théâtre ce soir: (Caroline TV)
- 1971 — В театре вечером / Au théâtre ce soir: (Virage dangereux TV)
- 1971 — Видок / Vidocq (TV)
- 1971 — Églantine; режиссёр Жан-Клод Бриали
- 1972 — Покушение, в советском прокате «Похищение в Париже» (L’Attentat); реж. Ив Буассе
- 1972 — Весь мир прекрасен, весь мир мил / Tout le monde il est beau; реж. Жан Янн
- 1973 — А я хочу денег / Я не прочь иметь побольше деньжат / Moi y’en a vouloir des sous; реж. Жан Янн
- 1973 — День Шакала / Chacal; реж. Фред Циннеман
- 1973 — Приключения раввина Якова / Les Aventures de Rabbi Jacob; реж. Жерар Ури
- 1974 — Китайцы в Париже / Les Chinois à Paris; реж. Жан Янн
- 1975 — Специальное отделение / Section spéciale; реж. Коста-Гаврас
- 1975 — Кошки-мышки / Le Chat et la souris; реж. Клод Лелуш
- 1976 — Игрушка / Le Jouet; реж. Франсис Вебер
- 1977 — Колдун / Sorcerer; реж Уильям Фридкин
- 1977 — Turlututu (TV); режиссёр Франсуа Шевёр
- 1978 — Склока / La Zizanie; реж. Клод Зиди
- 1978 — Один, два, два: Улица Прованс, дом 122 / One, Two, Two : 122, rue de Provence; реж. Кристиан Жион (Christian Gion)
- 1978 — Я робкий, но я лечусь / Je Suis Timide Mais Je Me Soigne; реж. Пьер Ришар
- 1979 — Жандарм и инопланетяне / Le Gendarme et les Extra-terrestres; реж. Жан Жиро
- 1979 — Откровенность за откровенность / Confidences pour confidences; реж. Паскаль Тома (Pascal Thomas)
- 1979 — Я тебя тереблю, и ты меня теребишь за бородёнку / Je te tiens, tu me tiens par la barbichette; реж. Жан Янн
- 1979 — Говорите, мне интересно / Cause toujours… tu m’intéresses !; реж. Эдуар Молинаро
- 1979 — Ставки сделаны / Rien ne va plus; реж. Жан-Мишель Рибе (Jean-Michel Ribes)
- 1981 — Те, кого мы не имели / Celles qu’on n’a pas eues; реж. Паскаль Тома (Pascal Thomas)
- 1981 — Мы не ангелы, но и они тоже / On n’est pas des anges… elles non plus; реж. Мишель Ланг (Michel Lang)
- 1981 — Сан-Антонио думает только об этом / San Antonio ne pense qu'à ça; реж. Жоель Сериа (Joël Séria)
- 1981 — Замолчи, когда ты говоришь / Tais-toi quand tu parles; реж. Филипп Клер (Philippe Clair)
- 1982 — Тысяча миллиардов долларов / Mille milliards de dollars; реж. Анри Верней
- 1982 — Неприятная физиономия / Tête à claques; режиссёр Франсис Перрен
- 1982 — Подарок / Le Cadeau; реж. Мишель Ланг (Michel Lang)
- 1982 — Дед мороз — Полный отстой / Le Père Noël est une ordure; реж. Жан-Мари Пуаре
- 1982 — Жандарм в юбке или Жандарм и жандарметки / Le Gendarme et Les Gendarmettes; реж. Жан Жиро
- 1983 — Африканец / L’Africain; реж. Филипп де Брока
- 1983 — Папаша сопротивляется / Papy fait de la résistance; реж. Жан-Мари Пуаре
- 1984 — Чужая кровь / Кровь чужих / Le Sang des autres; реж. Клод Шаброль
- 1984 — / French Lover; реж. Ричард Маркуанд (Richard Marquand)
- 1984 — Закрывая глаза / La Tête dans le sac; реж. Жерар Лозье (Gérard Lauzier)
- 1985 — Свобода, равенство,… / Liberté, égalité, choucroute; реж. Жан Янн
- 1985 — Спасайся, Лола / Sauve-toi, Lola; реж. Мишель Драш (Michel Drach)
- 1986 — Твист снова в Москве / Twist again à Moscou; реж. Жан-Мари Пуаре — маршал Бессонов
- 1986 — Распутная жизнь Жерара Флока / La Vie dissolue de Gérard Floque; реж. Жорж Лотнер
- 1988 — Palace / Ça, c’est palace (TV); режиссёр Жан-Мишель Рибе (Jean-Michel Ribes)
- 1989 — Нежданный гость / L’Invité surprise; реж. Жорж Лотнер
- 1989 — Мои лучшие друзья / Mes meilleurs copains; реж. Жан-Мари Пуаре
- 1991 — Операция «Тушёнка» / L’Opération Corned-Beef; реж. Жан-Мари Пуаре
- 1991 — Triplex; реж. Жорж Лотнер
- 1991 — Дитя Меконга / Le Fils du Mékong; реж. Летерье, Франсуа
- 1995 — Вдова архитектора / La Veuve de l’architecte; реж. Филипп Моннье (Philippe Monnier)
- 1996 — Мужчина моей жизни / Mon homme; реж. Бертран Блие
- 1996 — Северная звезда / North Star; реж. Нильс Гауп (Nils Gaup)
- 1998 — Пришельцы 2: Коридоры времени / Les Couloirs du temps : Les visiteurs 2; реж. Жан-Мари Пуаре
- 1998 — Recto/Verso; реж. Жан-Марк Лонгваль (Jean-Marc Longval)
- 2000 — Актёры / Les acteurs; реж. Бертран Блие
- 2000 — Король танцует / Le roi danse; реж. Жерар Корбьо (Gérard Corbiau)
- 2004 — Эротерапия / Éros thérapie; реж. Даниэль Дюбру (Daniele Dubroux)

## Награды
- Офицер ордена Почётного легиона (фр. Ordre national de la Légion d'honneur)
- Орден искусств и литературы (фр. L'Ordre des Arts et des Lettres)
- Крест за боевые заслуги 1939—1945 (фр.  Croix de guerre 1939-1945)